# タツウラ
株式会社タツウラは、福岡県福津市（旧・福間町）に本社を置き福岡県を中心とした企業や学校のユニフォームや制服の製造・販売をしている会社。

## 沿革
- 1984年（昭和59年）1月 株式会社タツウラを資本金300万円で設立
- 1989年（平成元年）7月 福岡県宗像郡福間町字原に新築工場移転
- 1990年（平成2年）10月 資本金を1,000万円に増資
- 1993年（平成5年）1月 現在地に事務所、倉庫を増設
- 1999年（平成11年）7月 資本金を3,000万円に増資
- 2005年（平成17年）1月 福間町と津屋崎町の合併により本社所在地が福津市に変更
- 令和元年10月　代表取締役が交代
- 2023年5月　サンリブ古賀店から撤退。

## 店舗一覧
- 本社工場直売所
- ゆめタウン博多

## 主な取引（制服納入）企業
- JR九州および関連企業
- JR西日本
- 第一交通産業グループ
- 西日本高速道路メンテナンス株式会社
- 福岡県警
- 福岡県警察学校
- 十八銀行
- ベスト電器グループ
- 福津市役所
- 宗像市役所
- 玄海ロイヤルホテル
- 道の駅むなかた

等

## 主な学校の制服
- 福津市・福岡市内の主な中学校
- 香椎工業高等学校
- 玄界高等学校
- 福岡県立水産高等学校
- 東海大学第五高等学校
- 三池高等学校
- 大牟田北高等学校
- 大牟田明光学園高等学校
- 島原商業高等学校
- 小浜高等学校
- 北筑前養護学校

等